# Галявина казок
Галявина казок — музей скульптури і флористики, розташований за декілька кілометрів від міста Ялта на лісовій галявині просто неба.
Розташований над Ялтою, вище Південнобережного шосе в порослій лісом ущелині. З різних матеріалів виконані сотні героїв казок, а часто сама природа вже опрацювала їх із кумедних корчів і наростів.
Тут же розташований зоопарк «Казка», найбільший приватний зоопарк України, у якому можна годувати і пестити звірів, а фотографуватися також із бабою Ягою та іншими казковими героями.
Трохи вище розташований готель «Поляна казок», що доповнив споруди колишнього кемпінгу. Навіть автостоянка тут прикрашена гігантськими руками і ногами казкового робота, що залишилися після кінозйомок.
Від кемпінгу на вершину мальовничої гори Хрестова (Ставрі-Кая) веде недавно оновлена Боткінська стежка, за іменем С. П. Боткіна (1832—1889), відомого лікаря-терапевта, дослідника і пропагандиста кліматолікування на ПБК.